# Belgische Arbeiter-Feldhandballnationalmannschaft
Die belgische Arbeiter-Feldhandballnationalmannschaft vertrat die Arbeiter bei Länderspielen und internationalen Turnieren.

## Arbeiterolympiade
Die belgische Handballnationalmannschaft wurde ein- oder zweimal Dritter an den Arbeiterolympiade und nahm neben der Schweizer Mannschaft als einzige an allen Turnieren teil.
| Jahr | Austragungsort                     | Teilnahme bis…   | Ergebnis                                    | Medaille         | Bemerkung                              |
| ---- | ---------------------------------- | ---------------- | ------------------------------------------- | ---------------- | -------------------------------------- |
| 1925 | Frankfurt am Main, Deutsches Reich | Vorrunde         | Belgien 2:12 Deutsches Reich                | Bronzemedaille   | [ 1 ]                                  |
| 1931 | Wien, Österreich                   | Gruppenspiele    | Belgien 0. Punkte                           | 4. Platz         | Mit der ungarischen Mannschaft geteilt |
| 1937 | Antwerpen, Belgien                 | Spiel um Platz 3 | Belgien ?:? Völkerbundsmandat für Palästina | 3. oder 4. Platz | Resultat ist unbekannt                 |